# M-03 "Namejs"
De M-03 "Namejs" of LVS Namejs is een Letse mijnenjager van de Lindauklasse. Dit schip is in 1959 in de Bondsrepubliek Duitsland gebouwd  als het laatste schip van de Lindauklasse, toen heette het nog M-1087 "Völklingen". Het is in 1999 in Letland in gebruik genomen, waarna het M-03 "Namejs" is genoemd. In 2007 werd dit schip voor het eerst voor gevechtstaken, het verwijderen van mijnen in de Oostzee, gebruikt en was ook het eerste Letse militaire schip dat voorbij de Poolcirkel voer.
Op 8 april 2009 werd dit schip overgedragen aan de Liepaja Maritime College, hier zal het worden gebruikt voor trainingsdoeleinden. Hier heeft ook een inspectie van de onderwateronderdelen en koelsystemen plaatsgevonden. Er is een expositie over de Letse Marine en de geschiedenis daarvan gepland, die dan op dit schip zal plaatsvinden.